# セプテンバー5
『セプテンバー5』（セプテンバーファイブ、原題：September 5）は、2024年のドイツ・アメリカ合衆国の歴史ドラマスリラー映画。監督はティム・フェールバウム、出演はピーター・サースガードとジョン・マガロなど。
1972年ミュンヘンオリンピック開催中の1972年9月5日に発生した、パレスチナ武装組織「黒い九月」によるイスラエル選手団の選手村襲撃事件「黒い九月事件」の発⽣から終結までの1日を、事件を生中継することになったテレビクルーの視点から描く。第81回ヴェネツィア国際映画祭で先行上映された。

## キャスト
括弧内は日本語吹替
- ルーン・アーレッジ（英語版）: ピーター・サースガード（根本泰彦）
- ジェフリー・メイソン: ジョン・マガロ（堀内賢雄）
- マーヴィン・ベイダー: ベン・チャップリン（高瀬右光）
- 本人: ジム・マッケイ（村治学）
- マリアンネ・ゲバルト: レオニー・ベネシュ（樋口あかり）
- ジャック・レスガード: ジヌディーヌ・スアレム（長野伸二）
- グラディス・ディースト: ジョージナ・リッチ（英語版）
- ハンク・ハンソン: コーリイ・ジョンソン
- カーター・ジェフリー: マーカス・ラザフォード（中村章吾）
- ピーター・ジェニングス: ベンジャミン・ウォーカー（平林剛）
- ギャリー: ダニエル・アデオスン（江頭宏哉）

- 日本語吹替版その他：大下昌之、丸中康司、佐々木祐介、真木駿一、石黒史剛、藤波聡、永井将貴、愛ともえ、練馬大輔、忍久保美佳、榎吉麻弥

- 日本語吹替版制作スタッフ 演出：加藤千里、翻訳：瀬尾友子、録音・調整：杉浦史明／伊藤鳴海、制作進行：佐藤ふみ、制作：IMAGICAエンタテインメントメディアサービス